# Canottaggio ai Giochi della XXVIII Olimpiade - 2 senza maschile
La gara di 2 senza maschile dei Giochi della XXVIII Olimpiade si è svolta tra il 14 e il 21 agosto 2004. 

## Batterie
Hanno partecipato alle batterie di qualificazione 13 equipaggi, suddivisi in 3 batterie: i primi 3 di ogni batteria si sono qualificati direttamente per le semifinali, mentre gli altri sono andati ai ripescaggi.
14 agosto 2004
| Posizione | Atleta              | Paese                           | Tempo      |
| --------- | ------------------- | ------------------------------- | ---------- |
| 1         | Australia           | Drew Ginn e James Tomkins       | 6'55"04 SF |
| 2         | Serbia e Montenegro | Nikola Stojić e Mladen Stegić   | 6'58"11 SF |
| 3         | Gran Bretagna       | Toby Garbett e Rick Dunn        | 6'58"95 SF |
| 4         | Argentina           | Walter Naneder e Marcos Morales | 7'02"29 R  |
| 5         | Slovenia            | Matija Pavšič e Andrej Hrabar   | 7'05"36 R  |

| Posizione | Atleta      | Paese                            | Tempo      |
| --------- | ----------- | -------------------------------- | ---------- |
| 1         | Sudafrica   | Donovan Cech e Ramon di Clemente | 6'57"06 SF |
| 2         | Croazia     | Siniša Skelin e Nikša Skelin     | 7'01"28 SF |
| 3         | Stati Uniti | Luke Walton e Artour Samsonov    | 7'11"81 SF |
| 4         | Rep. Ceca   | Adam Michalek e Petr Imre        | 7'26"19 R  |

| Posizione | Atleta        | Paese                               | Tempo      |
| --------- | ------------- | ----------------------------------- | ---------- |
| 1         | Nuova Zelanda | Nathan Twaddle e George Bridgewater | 6'54"75 SF |
| 2         | Canada        | David Calder e Chris Jarvis         | 6'56"23 SF |
| 3         | Italia        | Giuseppe De Vita e Dario Lari       | 7'03"12 SF |
| 4         | Germania      | Tobias Kühne e Jan Herzog           | 7'14"16 R  |

## Ripescaggi
I primi 3 equipaggi dell'unico ripescaggio si sono qualificati per le semifinali: l'equipaggio ceco è stato l'unico eliminato delle prime fasi.
17 agosto
| Posizione | Atleta    | Paese                           | Tempo      |
| --------- | --------- | ------------------------------- | ---------- |
| 1         | Germania  | Tobias Kühne e Jan Herzog       | 6'28"40 SF |
| 2         | Argentina | Walter Naneder e Marcos Morales | 6'28"98 SF |
| 3         | Slovenia  | Matija Pavšič e Andrej Hrabar   | 6'30"89 SF |
| 4         | Rep. Ceca | Adam Michalek e Petr Imre       | 6'33"24    |

## Semifinali
I primi tre equipaggi di ogni semifinale si sono qualificati per la Finale A, gli altri per la Finale B.
18 agosto 2004
| Posizione | Atleta        | Paese                               | Tempo      |
| --------- | ------------- | ----------------------------------- | ---------- |
| 1         | Australia     | Drew Ginn e James Tomkins           | 6'22"60 FA |
| 2         | Croazia       | Siniša Skelin e Nikša Skelin        | 6'23"57 FA |
| 3         | Nuova Zelanda | Nathan Twaddle e George Bridgewater | 6'24"49 FA |
| 4         | Gran Bretagna | Toby Garbett e Rick Dunn            | 6'25"06 FB |
| 5         | Italia        | Giuseppe De Vita e Dario Lari       | 6'31"26 FB |
| 6         | Argentina     | Walter Naneder e Marcos Morales     | 7'19"57 FB |

| Posizione | Atleta              | Paese                            | Tempo      |
| --------- | ------------------- | -------------------------------- | ---------- |
| 1         | Germania            | Tobias Kühne e Jan Herzog        | 6'25"47 FA |
| 2         | Serbia e Montenegro | Nikola Stojić e Mladen Stegić    | 6'27"50 FA |
| 3         | Sudafrica           | Donovan Cech e Ramon di Clemente | 6'28"48 FA |
| 4         | Stati Uniti         | Luke Walton e Artour Samsonov    | 6'32"51 FB |
| 5         | Slovenia            | Matija Pavšič e Andrej Hrabar    | 6'46"12 FB |
| 6         | Canada              | David Calder e Chris Jarvis      | dq FB      |

## Finali
21 agosto 2004
| Posizione | Atleta              | Paese                               | Tempo   |
| --------- | ------------------- | ----------------------------------- | ------- |
|           | Australia           | Drew Ginn e James Tomkins           | 6'30"76 |
|           | Croazia             | Siniša Skelin e Nikša Skelin        | 6'32"64 |
|           | Sudafrica           | Donovan Cech e Ramon di Clemente    | 6'33"40 |
| 4         | Nuova Zelanda       | Nathan Twaddle e George Bridgewater | 6'34"24 |
| 5         | Serbia e Montenegro | Nikola Stojić e Mladen Stegić       | 6'39"74 |
| 6         | Germania            | Tobias Kühne e Jan Herzog           | 6'46"50 |

| Posizione | Atleta        | Paese                           | Tempo   |
| --------- | ------------- | ------------------------------- | ------- |
| 1         | Gran Bretagna | Toby Garbett e Rick Dunn        | 6'22"04 |
| 2         | Italia        | Giuseppe De Vita e Dario Lari   | 6'22"08 |
| 3         | Slovenia      | Matija Pavšič e Andrej Hrabar   | 6'27"11 |
| 4         | Argentina     | Walter Naneder e Marcos Morales | 6'27"88 |
| 5         | Stati Uniti   | Luke Walton e Artour Samsonov   | 6'30"49 |
| 6         | Canada        | David Calder e Chris Jarvis     | dns     |